# Tomašica (Chorwacja)
Tomašica – wieś w Chorwacji, w żupanii bielowarsko-bilogorskiej, w mieście Garešnica. W 2011 roku liczyła 365 mieszkańców.